# Jeonju
Jeonju (Jeonju-si, IPA: Tɕʌndʑu) ist die Hauptstadt der Provinz Jeollabuk-do in Südkorea. Sie liegt ca. 230 km südlich von Seoul und ist ein Touristenzentrum, welches für seine Speisen, die historischen Bauten, sportliche Veranstaltungen und einige Festivals bekannt ist. Während der Fußball-Weltmeisterschaft 2002 fanden drei Spiele in Jeonju statt.

## Geschichte

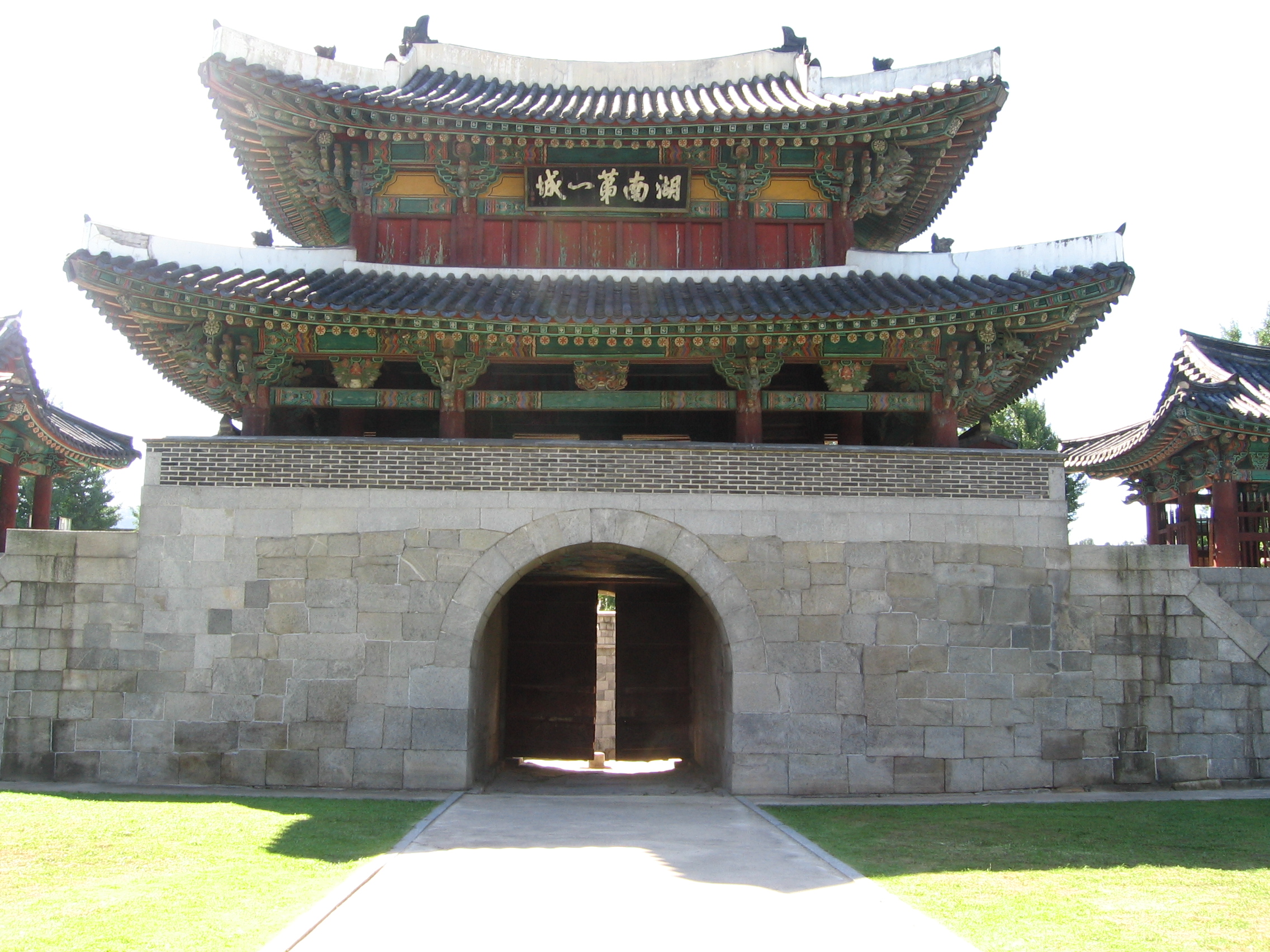
Das Südtor Pungnam-mun.

Jeonju blickt auf eine lange Geschichte zurück. Im Königreich Baekje war es unter dem Namen Wansan bereits ein Zentrum der Region. Während der Zeit des Vereinigten Silla im Jahre 892 rebellierte der Militärführer Gyeon Hwon gegen die zunehmend ineffektive Silla-Dynastie und etablierte das Späte Baekje-Königreich. Bevor er jedoch die Kontrolle über die gesamte Koreanische Halbinsel gewinnen konnte, wurden seine Truppen durch die Armee Goryeos geschlagen. Jeonju ist auch die Heimatstadt der Jeonju-Yi-Familie, die die Joseon-Dynastie begründete.
1935 bekam die Stadt den Status einer Großstadt und wurde 1945 zur Stadt (si) erklärt.

## Wirtschaft
Jeonju ist auch das wirtschaftliche Zentrum der Provinz Jeollabuk-do. So hat unter anderem der größte Papierhersteller Südkoreas hier seinen Sitz.

## Bildung

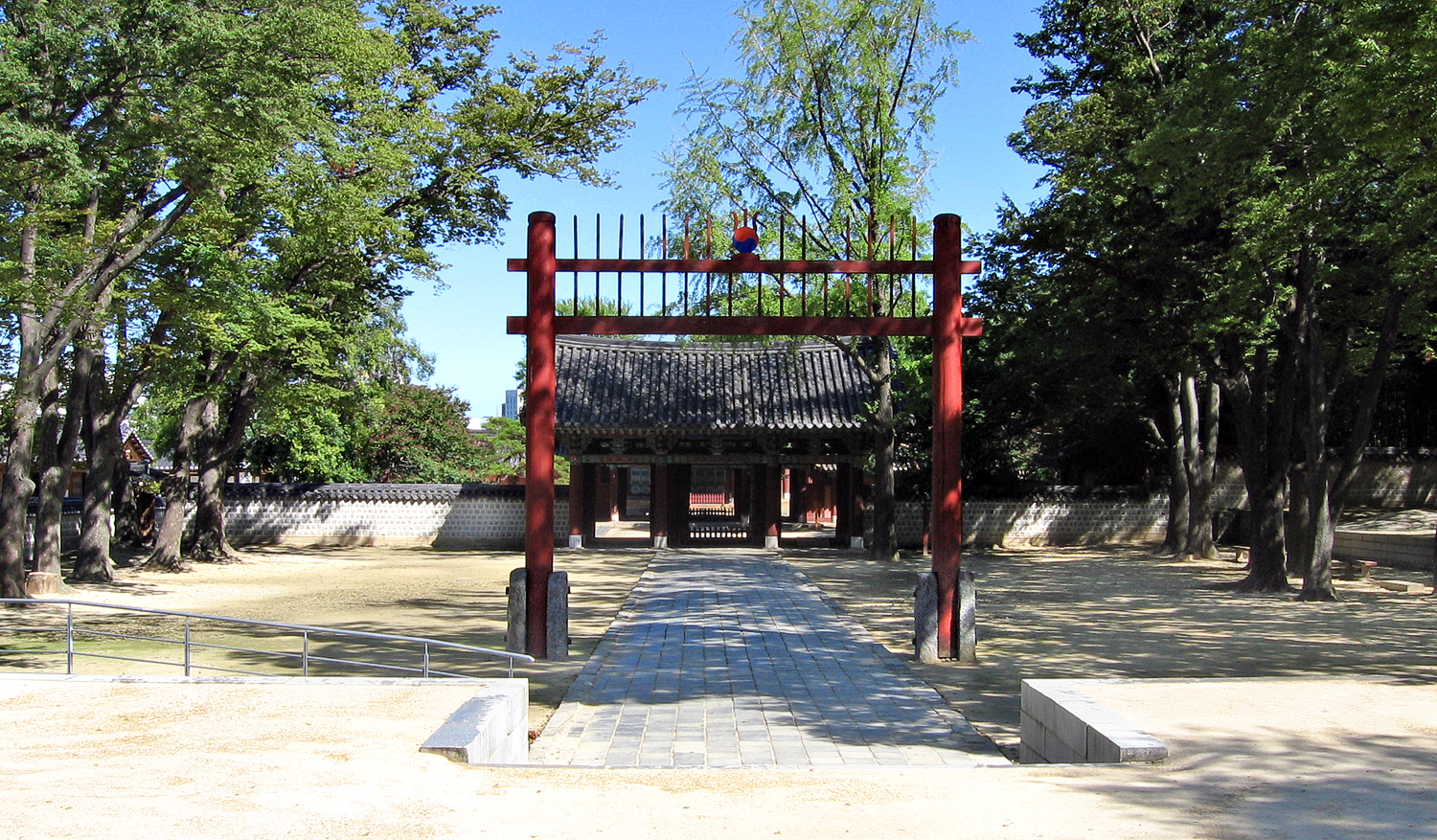
Der Schrein Gyeonggi-jeon der Yi-Familie.

In Jeonju sind mehrere Universitäten beheimatet:
- Chonbuk National University
- Jeonju National University of Education
- Jeonju University
- Woosuk University

## Kultur
Bereits zur Zeit der drei Königreiche war Jeonju für sein Papier über die Grenzen Koreas hinaus bekannt. Auch heute kann man hier noch handgemachtes Papier, Schreibpinsel und Papierfächer kaufen. Jeonju ist ebenfalls landesweit für sein Essen bekannt, insbesondere für Bibimbap und Gongnamul Gukbap. Die Zusammenstellung unterscheidet sich von Restaurant zu Restaurant, aber grundsätzlich besteht Bibimbap aus einem halben Dutzend Sorten von gewürztem Gemüse, marinierten Fleischstreifen, einem gebratenen Ei und einer roten Pfefferpaste, sowie, in Korea fast unvermeidlich, gekochtem Reis. Das Ganze wird dann in einem heißen Steingefäß serviert. Gongnamul Gukbap ist eine scharfe Suppe, die vor allem aus Reis und Mungobohnensprossen besteht.
In Jeonju kann eine Vielzahl von historischen Bauten bewundert werden. Am bekanntesten ist wohl Pungnam-mun, das Südtor der Stadtfestung. Ursprünglich 1389 erbaut, ist es heute in der umgebauten Form von 1768 zu sehen.
Das Hanok-Dorf (Hanok Maeul) ist mit über 800 erhaltenen traditionellen koreanischen Häusern (Hanok) das größte zusammenhängende traditionelle Wohngebiet Koreas. In vielen der Hofhäuser sind Museen, Ateliers, Restaurants, Teehäuser, Souvenirgeschäfte und Boutiquen untergebracht. In einem der Hanok befindet sich auch das Traditional Liquor Museum, welches einen Einblick in die traditionelle Herstellung von Soju bietet.

## Galerie

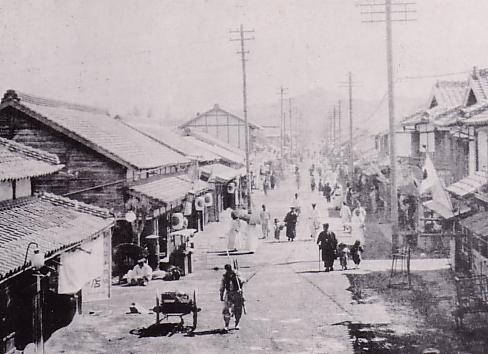
Jeonjus Stadtzentrum (Wansan-Distrikt) während der japanischen Herrschaft über Korea
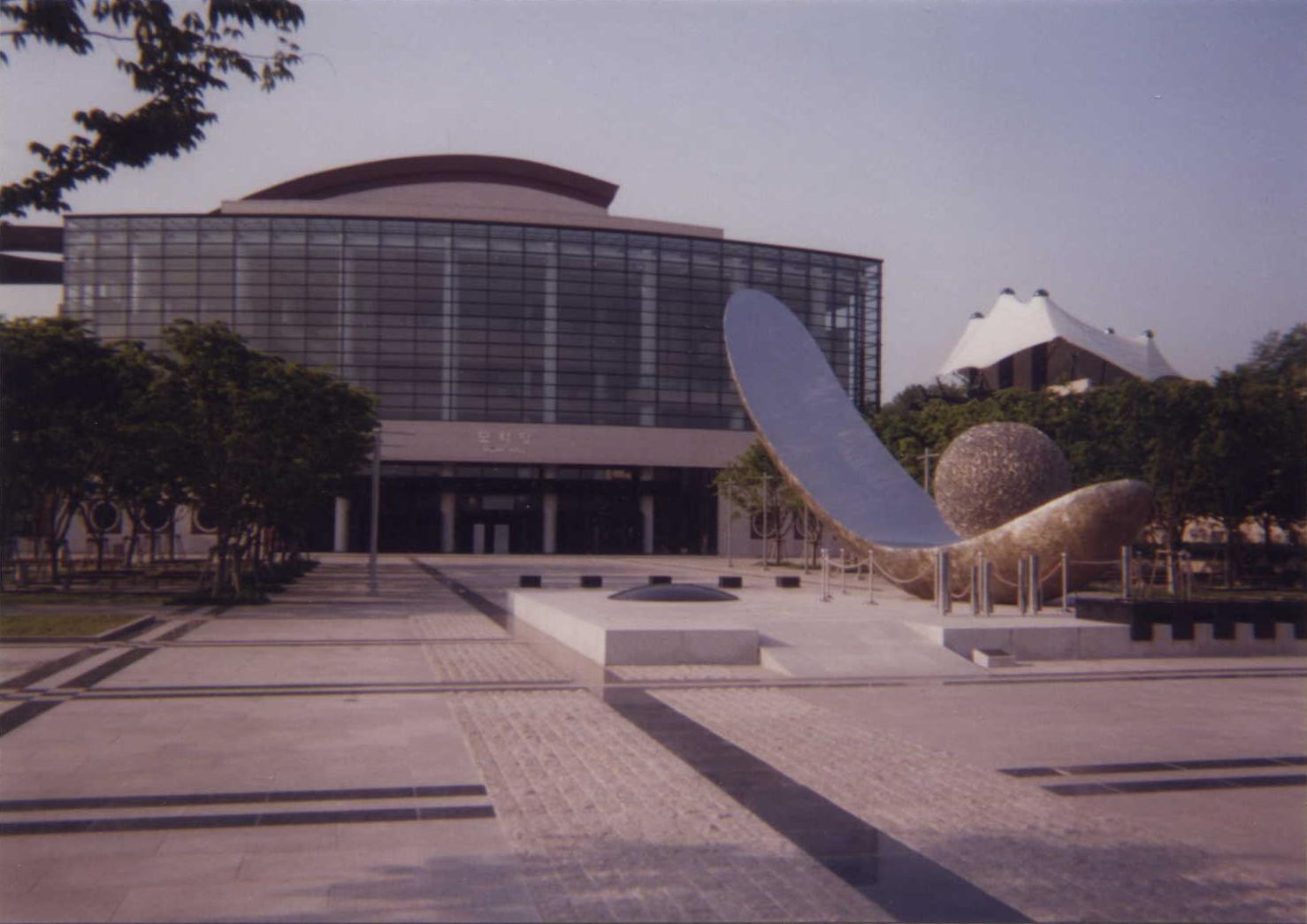
Sori Art Center in Jeollabuk-do.
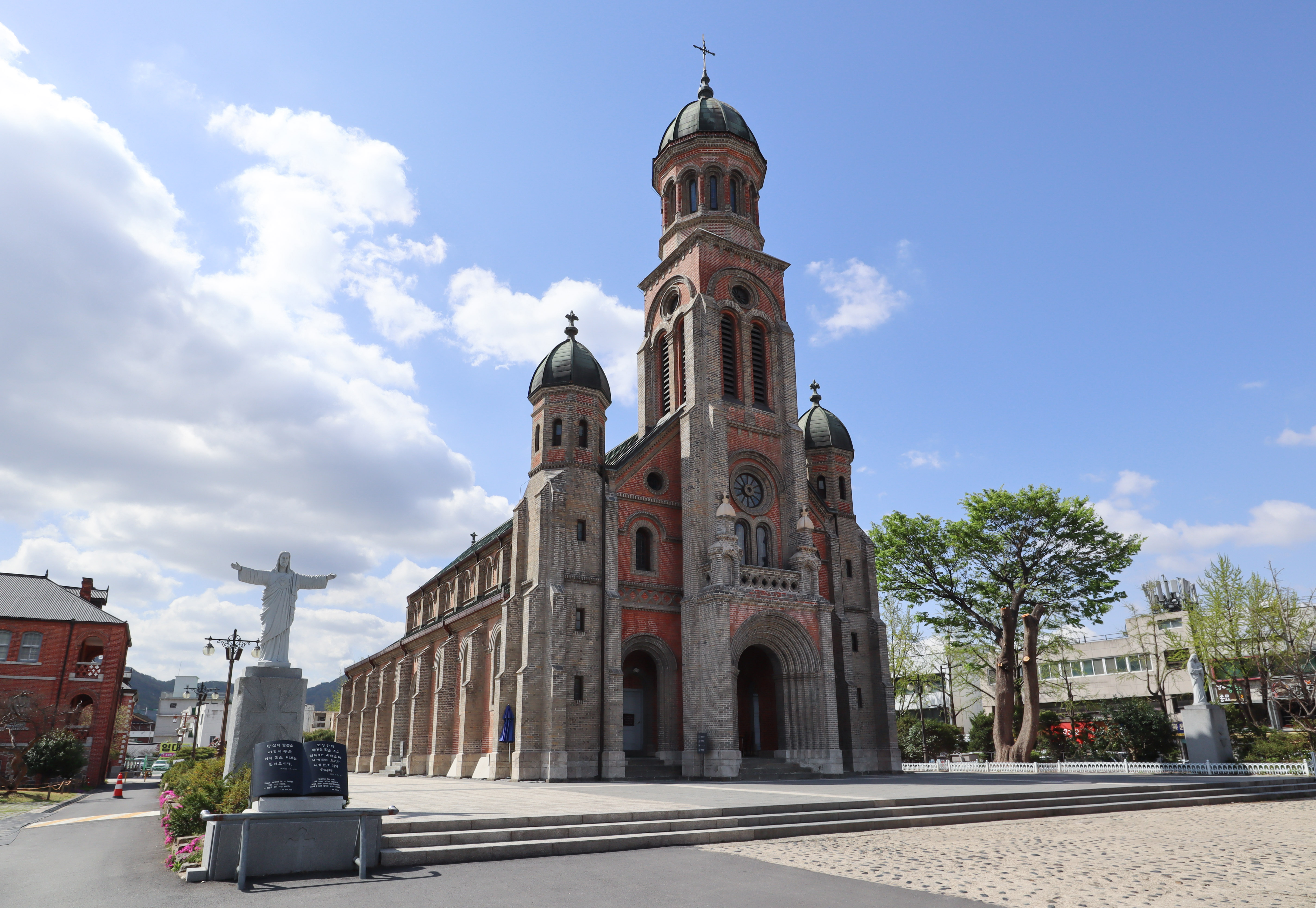
Katholische Kirche in Jeondong.
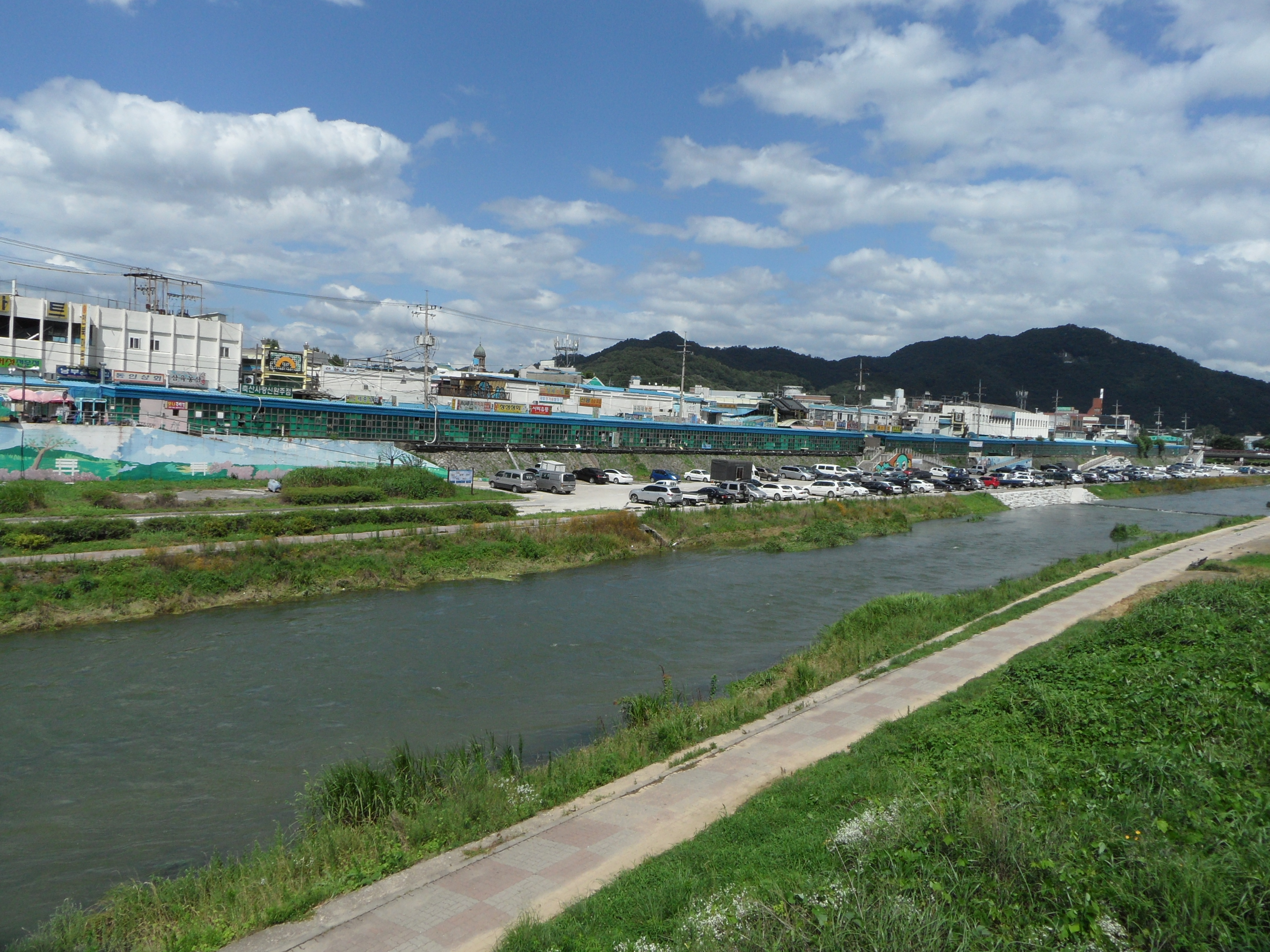
Jeonju-Fluss und Nambu Markt.
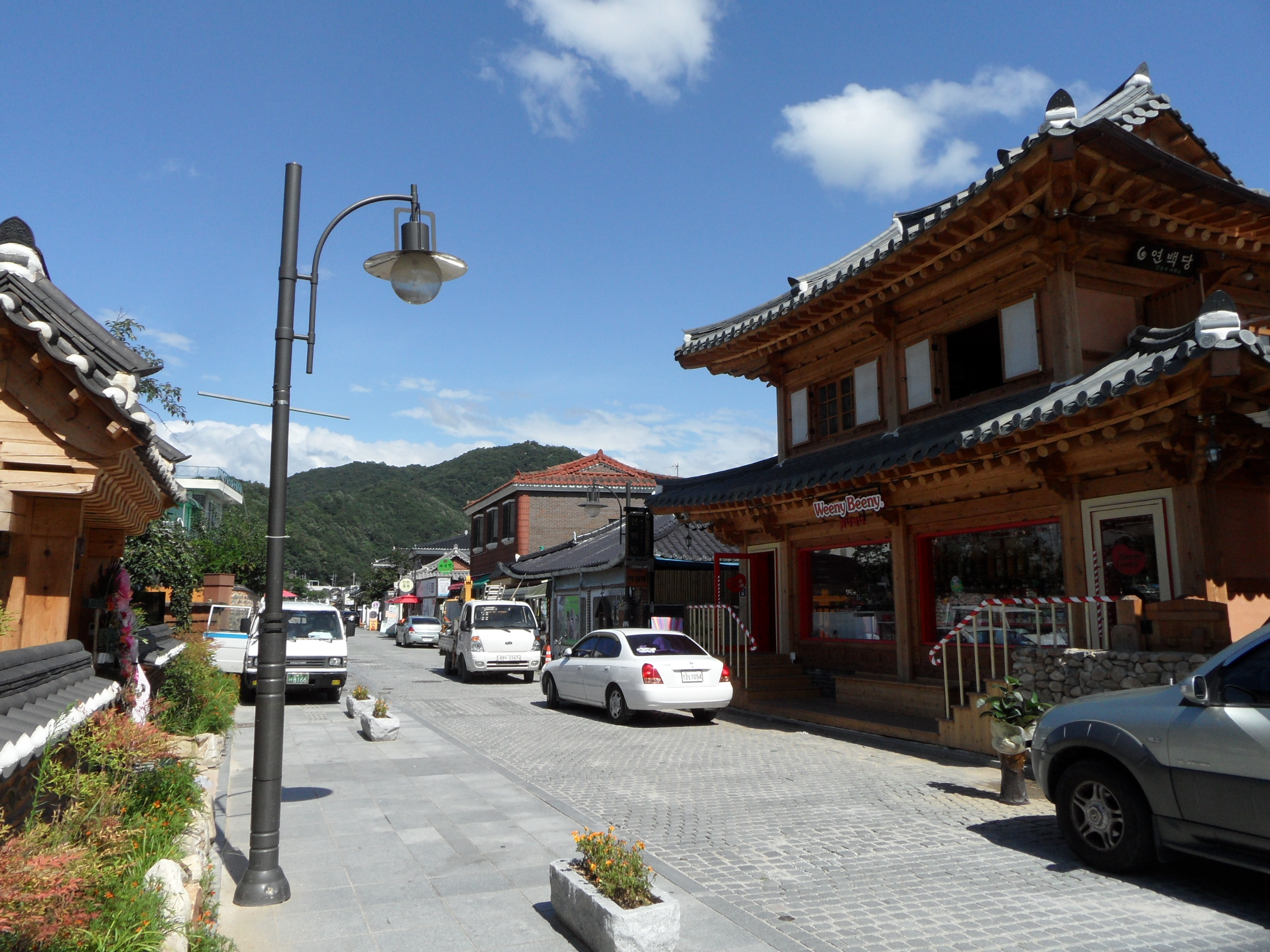
Hanok-Village (Jeonju) – 2014.
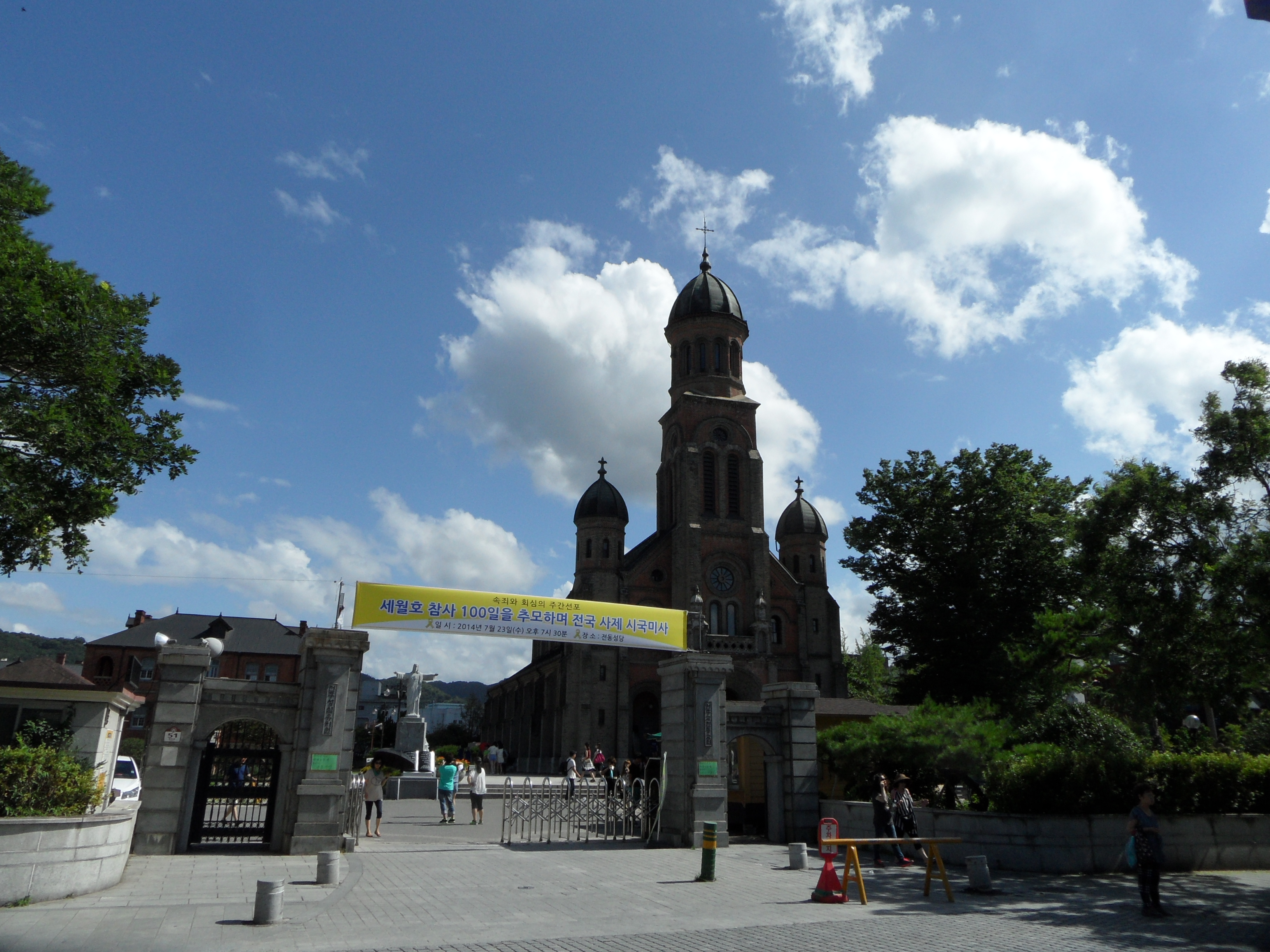
Jeondong-Kirche – 2014.
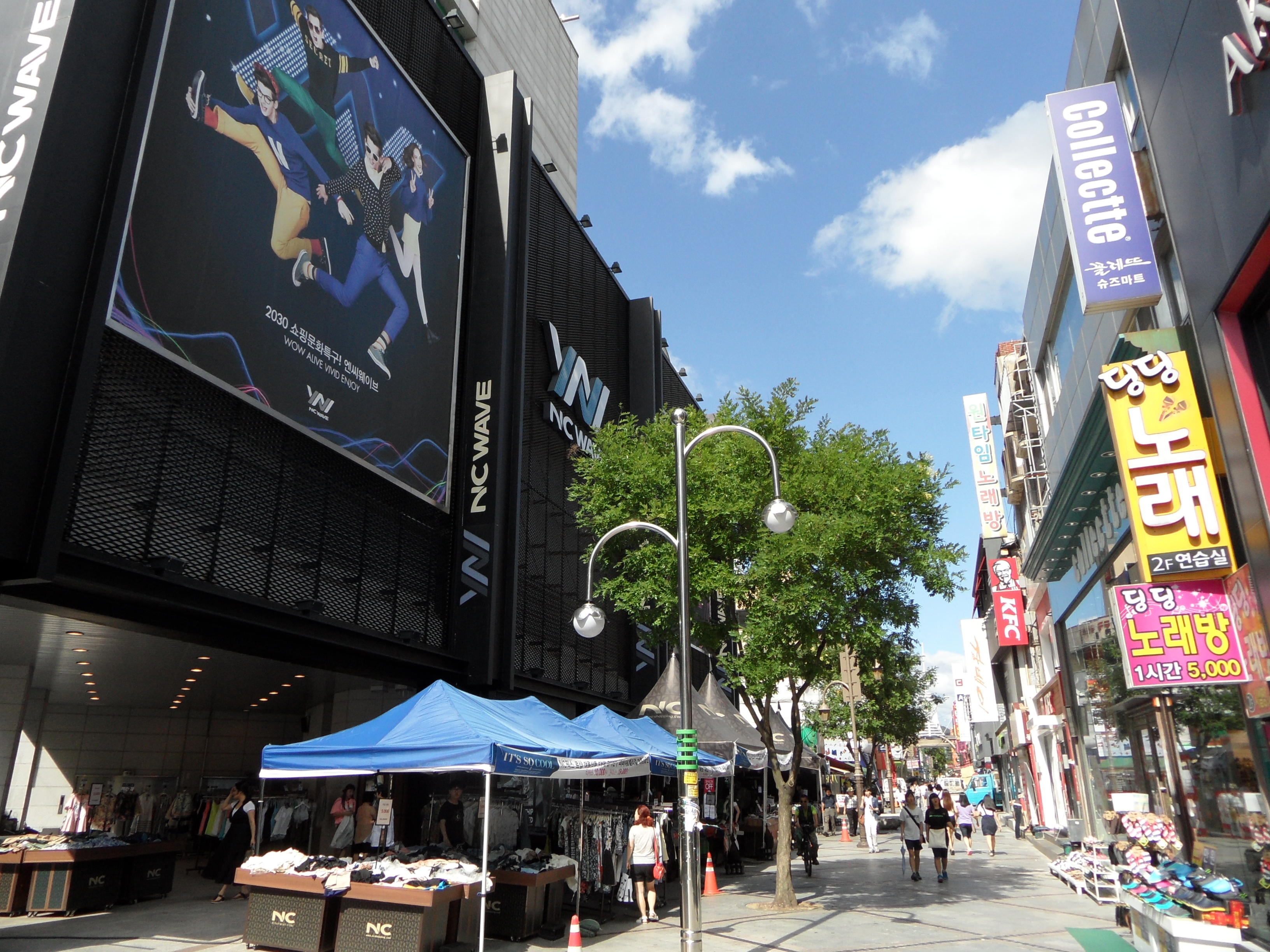
Gaeksa-Einkaufszeile (Jeonju) – 2014.

## Gliederung

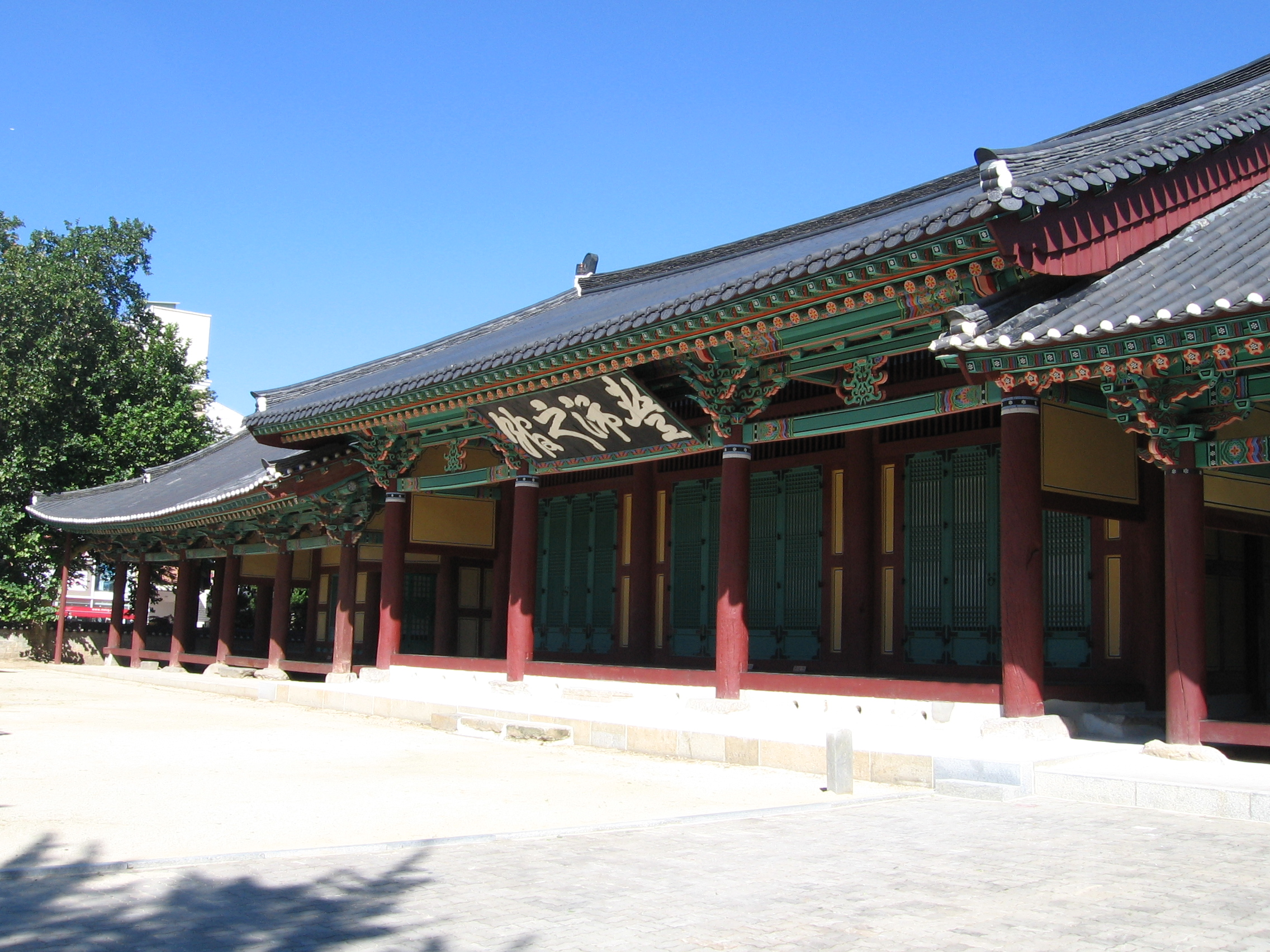
Das Gaeksa war einmal Teil des Gebäudekomplexes der Provinzregierung.

Jeonju ist in zwei Stadtteile (gu) unterteilt:
- Wansan-gu (완산구)
- Deokjin-gu (덕진구)

## Partnerstädte
- San Diego, Kalifornien, USA seit dem 20. Mai 1983
- Suzhou, Volksrepublik China seit dem 21. März 1996
- Kanazawa, Japan seit dem 30. April 2002

## Söhne und Töchter der Stadt
- Sejong (1397–1450), vierter König der Joseon-Dynastie
- Jun Ashida (1930–2018), japanischer Modedesigner
- Choi Il-nam (1932–2023), Schriftsteller
- Vincent Ri Pyung-ho (* 1941), römisch-katholischer Geistlicher, emeritierter Bischof von Jeonju
- Han Duck-soo (* 1949), südkoreanischer Premierminister (2007–09)
- Kim Kwan-jin (* 1949), Politiker und General im Ruhestand
- Jang Joon-hwan (* 1970), Filmregisseur und Drehbuchautor
- Choi Dong-hun (* 1971), Filmregisseur, Drehbuchautor und Schauspieler
- Ken Ryker (* 1972), US-amerikanischer Pornodarsteller
- Ha Tae-kwon (* 1975), Badmintonspieler
- Jung Jae-sung (1982–2018), Badmintonspieler
- Taeyeon (* 1989), Sängerin und Bandleaderin von Girls’ Generation
- Kim Ho-yeong (* 1990), Fußballspieler
- Kim Young-gwon (* 1990), Fußballspieler
- Lee Jeong-il (* 1990), Naturbahnrodler
- Song Jae-ho (* 1990), Degenfechter
- Kim Jin-su (* 1992), Fußballspieler
- Lee Yoo-mi (* 1994), Schauspielerin
- Kim A-lang (* 1995), Shorttrackerin
- Park Jin-seop (* 1995), Fußballspieler
- Jung Whee-in (* 1995), Sängerin und Mitglied von Mamamoo
- Im Eun-su (* 1996), Fußballspieler
- Seo Seung-jae (* 1997), Badmintonspieler